# Мойдт
Мойдт (нем. Meudt) — община в Германии, в земле Рейнланд-Пфальц. 
Входит в состав района Вестервальд. Подчиняется управлению Вальмерод.  Население составляет 1825 человек (на 31 декабря 2010 года). Занимает площадь 14,70 км².
Коммуна подразделяется на 3 сельских округа.